# Kona (Kona)
Pour les articles homonymes, voir Kona.
Kona est une commune rurale située dans le département de Kona, dont elle est le chef-lieu, de la province du Mouhoun dans la région de la Boucle du Mouhoun au Burkina Faso.

## Éducation et santé
Kona accueille un centre de santé et de promotion sociale (CSPS) tandis que le centre hospitalier régional (CHR) se trouve à Dédougou.